# کاراماگدون
کاراماگدون (انگلیسی: Carmageddon) یک بازی ویدئویی تک‌نفره و چندنفره مبارزه فضایی و جهان باز برای سکوهای ام‌اس-داس، ویندوز، مک اواس، پلی‌استیشن، نینتندو ۶۴، گیم بوی کالر، آی‌اواس و اندروید می‌باشد که توسط اسین‌لس گیمز توسعه و اس‌سی‌آی، اینترپلی نشر پیدا کرده است.